# Golfclub Princenbosch
Golfclub Princenbosch is een Nederlandse golfclub in Molenschot in de gemeente Gilze en Rijen in de provincie Noord-Brabant. De leden spelen op Golfbaan Princenbosch.

## Geschiedenis
Begin 1991 werd door de familie Beenackers het initiatief genomen om een golfbaan aan te leggen op het terrein van hun voormalige veeteeltbedrijf. Het ontwerp is van Alan Rijks. De eerste 14 holes werden geopend in 1992 en in 1994 was de hele baan bespeelbaar. In 2002 werden nog 9 holes aangelegd. Het zijn nu drie lussen van 9 holes. De oudste lussen worden de A en de B baan genoemd, en zijn een parkbaan. De nieuwe lus is de C baan.
De baan heeft sinds 1994 de A-status.